# Rodrigo Fagundes
Rodrigo Fagundes (Juiz de Fora, 30 de outubro de 1972) é um ator e humorista brasileiro.

## Biografia
Nasceu em Juiz de Fora em 1972. Viveu na cidade até os 21 anos, quando se mudou para o Rio de Janeiro, para estudar comunicação na PUC. Formou-se em 1996, mas sabia que o seu sonho era atuar. Seu personagem mais famoso é  o Patrick, do humorístico Zorra Total, dono dos bordões: Mexe Com Quem tá Quieto, Olha a Faca e Se Não Sabe Brincar Não Desce Pro Play.
Antes de Rodrigo atuar como Patrick no programa humorístico Zorra Total, fez várias participações em séries e novelas da Rede Globo. Sua primeira aparição foi na novela Kubanacan em 2003. Em seguida no ano de 2004 fez participações em Um Só Coração, Sexo Frágil e Programa Novo.
Após sua saída do Zorra Total em 2014, fez uma pequena participação como um caixa de aeroporto na novela Boogie Oogie.
Recentemente esta com alguns trabalhos no grupo Parafernalha no YouTube atuando em alguns papéis.
Em 2015 fez seu primeiro papel fixo em novelas, interpretando o porteiro do edifício Sereia do Leme na novela Babilônia, de Gilberto Braga.
Atualmente está namorando o ator e escritor Wendell Bendelack. Os dois trabalharam juntos pela primeira vez na série Sexo Frágil, exibida entre 2003 e 2004, além de terem participado da novela América, exibida em 2005. Desde então trabalharam juntos em peças de teatro, como Surto e O Incrível Segredo da Mulher Macaco. Ambos também estiveram na novela Pega Pega, em que Wendell foi colaborador da autora Claudia Souto e Rodrigo interpretou o mordomo Nelito.

## Filmografia

### Televisão
| Ano     | Título                   | Personagem                     | Notas                            |
| ------- | ------------------------ | ------------------------------ | -------------------------------- |
| 2003    | Kubanacan                | Ramón                          | Participação especial            |
| 2004    | Um Só Coração            | Roberto                        | Coadjuvante                      |
| 2004    | Sexo Frágil              | Pedro                          | Participação especial            |
| 2004    | Programa Novo            | Márcio                         | Especial de Fim de ano           |
| 2005    | América                  | Figurante                      | Participação especial            |
| 2005–15 | Zorra Total              | Patrick/ Carvalina/ Norminha   |                                  |
| 2008    | Estação Globo            | Patrick                        | Participação especial            |
| 2011    | Criança Esperança        | Ele mesmo                      | Participação especial            |
| 2012    | Vídeo Show               | Calminha                       | Participação especial            |
| 2014    | Boogie Oogie             | Jonas (Caixa no Aeroporto)     | Participação especial            |
| 2015    | Babilônia                | Rubi Palhares                  |                                  |
| 2016    | Haja Coração             | Diretor do comercial           | Episódio: "13 de julho"          |
| 2017–18 | Pega Pega                | Nelito Almeida                 |                                  |
| 2018    | Tô de Graça              | Darci                          | Episódio: "Meu Peito Tá Capenga" |
| 2020    | Detetives do Prédio Azul | Jovelino                       | Participação especial            |
| 2022–23 | Cara e Coragem           | Armando Costa (Armandinho)     |                                  |
| 2024–25 | Volta por Cima           | Gilberto Góis de Macedo (Gigi) |                                  |
| 2025    | Pablo & Luisão           | Diretor / Professor            | Episódio: "Meu Filho Usa Drogas" |

### Cinema
| Ano  | Título                    | Personagem               | Notas            |
| ---- | ------------------------- | ------------------------ | ---------------- |
| 2006 | A Máquina                 | Doido 10                 |                  |
| 2006 | Zuzu Angel                | Funcionário da Sheraton  |                  |
| 2016 | Errei - Canal Mosaico     | Cláudio                  | Curta-metragem   |
| 2018 | Crô em Família            | Jornalista               |                  |
| 2020 | Tudo Bem no Natal que Vem | Luiz Cláudio             | Original Netflix |
| 2022 | Dás um Banho, Zé Perri!   | Antoine de Saint-Exupéry | Curta-metragem   |

### YouTube
| Ano  | Titulo                          | Personagem      | Nota                    |
| ---- | ------------------------------- | --------------- | ----------------------- |
| 2005 | Especial Patrick do Zorra Total | Patrick/Patrica |                         |
| 2006 | +Carvalina                      | Carvalina       |                         |
| 2012 | Novela Brasil                   | Calminha/Leleco | Paródia do Parafernalha |
| 2012 | Assalto sem arma                | Bandido         | Esquete do Parafernalha |

## Teatro
- Surto
- O Incrível Segredo da Mulher-Macaco
- Sylvia
- Gargalhada Selvagem

## Prêmios e indicações
| Ano  | Premiação                       | Categoria               | Nomeação            | Resultado |
| ---- | ------------------------------- | ----------------------- | ------------------- | --------- |
| 2004 | Festival de Esquetes Curta Cena | Melhor Ator             | Surto               | Venceu    |
| 2004 | Festival de Esquetes Curta Cena | Melhor Texto            | Surto               | Indicado  |
| 2004 | Festival de Esquetes Curta Cena | Melhor Direção          | Surto               | Indicado  |
| 2005 | Melhores do Ano                 | Melhor Comediante       | Zorra Total         | Venceu    |
| 2007 | Melhores do Amo                 | Melhor Comediante       | Zorra Total         | Indicado  |
| 2024 | Prêmio Prio do Humor - SP       | Melhor Performance      | Gargalhada Selvagem | Indicado  |
| 2024 | Melhores do Ano - Duh Secco     | Melhor Ator Coadjuvante | Volta por Cima      | Venceu    |